# Дания на летних Олимпийских играх 1912
Дания принимала участие в Летних Олимпийских играх 1912 года в Стокгольме (Швеция) в четвёртый раз за свою историю, и завоевала одну золотую, шесть серебряных и пять бронзовых медалей. Сборную страны представляли 152 участника, из которых 1 женщина.
| Медали  | Спортсмены | Вид спорта     | Дисциплина           | Результат                                                                                           |
| ------- | --- | -------------- | -------------------- | --------------------------------------------------------------------------------------------------- |
| Золото  | Ejler Allert Jørgen Hansen Carl Møller Carl Pedersen Poul Hartmann                                                                                               | Гребля         | мужчины              | 7.47,0 мин                                                                                          |
| Серебро | София Кастеншильд | Теннис         | женщины              | |
| Серебро | Иван Осиер | Фехтование     | Шпага                | |
| Серебро | Ларс Мадсен | Стрельба       | ружьё, 300 метров    | 981 очко                                                                                            |
| Серебро | мужчины | Футбол         | мужчины              | четвертьфинал: 7-0 против Норвегии полуфинал: 4-1 против Голландии финал: 2-4 против Великобритании |
| Серебро | Steen Herschend Ганс Мадсен Sven Thomsen | Парусный спорт |                      | |
| Серебро | мужчины | Гимнастика     | Шведская система     | 898,84 очков                                                                                        |
| Бронза  | Сёрен Йенсен | Борьба         | Греко-римская борьба | |
| Бронза  | Niels Hansen Ditlev Larsen | Стрельба       | ружьё, 300 метров    | 962 очка                                                                                            |
| Бронза  | Erik Bisgaard Rasmus Frandsen Mikael Simonsen Poul Thymann Ejgil Clemmensen                                                                                      | Гребля         |                      | |
| Бронза  | Ole Olsen Lars Jørgen Madsen Niels Hansen Ditlev Larsen Niels Andersen Laurits Larsen Jens Hajslund                                                              | Стрельба       | ружьё, 300 метров    | 5529 очков                                                                                          |
| Бронза  | Аксель Андерсен Ялмарт Андерсен Хальвор Бирк Вильгельм Гриммерманн Карлес Йенсен Ялмар Йохансен Поуль Йёргенсен Рикард Нордстрём Карл Педерсен Кристиан Свендсен | Гимнастика     |                      | 106,25 очка                                                                                         |

## Результаты соревнований

### Академическая гребля
Олимпийские соревнования по академической гребле проходили с 17 по 19 июля в центре Стокгольма в заливе Юргоргдсбруннсвикен. В каждом заезде стартовали две лодки. Победитель заезда проходил в следующий раунд, а проигравшие завершали борьбу за медали. Экипажи, уступавшие в полуфинале, становились обладателями бронзовых наград.
| Соревнование | Спортсмены       | Первый раунд         | Четвертьфинал        | Полуфинал            | Финал                | Место                |
| Соревнование | Спортсмены       | Соперник / Результат | Соперник / Результат | Соперник / Результат | Соперник / Результат | Место                |
| ------------ | ---------------- | -------------------- | -------------------- | -------------------- | -------------------- | -------------------- |
| одиночки     | Микаэль Симонсен | BOHЯ. Шоурек В DNF   | CANЭ. Батлер П DNS   | завершил выступление | завершил выступление | завершил выступление |